# Решетов, Владимир Павлович
Владимир Павлович Решетов (16 октября 1925, Алексеевка, Саратовская губерния — 22 ноября 2010, Саратов) — советский хозяйственный, государственный и политический деятель, Герой Социалистического Труда (1979).

## Биография
Родился 16 октября 1925 года в селе Алексеевка (ныне — Хвалынский район, Саратовская область). До 1942 года жил в Сталинграде, с августа 1942 — в селе Домашка Утевского района Куйбышевской области. Там же работал в колхозе им. Антонова.
10 января 1943 года Утевским райвоенкоматом Куйбышевской области был призван в Красную армию, учился в 3-м Куйбышевском пехотном училище (Кинель). С июня 1943, не окончив училища, — в боях Великой Отечественной войны в должности пулемётчика, с сентября 1944 года — заместителя командира отделения 304-го гвардейского стрелкового полка в составе 100-й гвардейской стрелковой дивизии на Карельском, 2-й Украинском, 3-м Украинском фронтах. В апреле 1945 был ранен. После выписки из госпиталя служил укладчиком парашютов — инструктором в 298-м гвардейском парашютно-десантном полку (Белая Церковь, Александрия), с марта 1950 — заведующим складом парашютов войсковой части № 71203 (Славута, Новгород-Волынский). Демобилизован 5 апреля 1950 года, старший инженер-лейтенант.
В течение года работал в Куйбышевской конторе «Главнефтегеофизика» (разнорабочий, техник-взрывник, техник-оператор). В 1956 году окончил Саратовский государственный университет, после чего работал на Саратовском заводе синтетического спирта: начальник смены, начальник цеха (1957—1959), главный инженер (1960—1966). С 1966 года — директор Саратовского химического комбината, в 1975—1986 — генеральный директор Саратовского производственного объединения «Нитрон».
Указом Президиума Верховного Совета СССР от 24 августа 1979 года присвоено звание Героя Социалистического Труда с вручением ордена Ленина и золотой медали «Серп и Молот».
В 1965—1984 годы состоял членом Саратовского городского и областного комитетов КПСС. С 1966 года избирался депутатом Саратовского городского Совета.
С 1986 года — пенсионер союзного значения. Умер в Саратове 22 ноября 2010 года.

## Награды
- Золотая медаль «Серп и Молот» Героя Социалистического Труда и орден Ленина (24.8.1979)
- Орден Отечественной войны I степени (6.4.1985)[3]
- Орден Октябрьской Революции
- Орден Трудового Красного Знамени
- Орден «Знак Почёта»
- Медали, в том числе:
  - «За отвагу»(8.7.1944[4], 11.4.1945[5])
  - «За взятие Вены»[6]
  - «За победу над Германией»
  - «В ознаменование 100-летия со дня рождения Владимира Ильича Ленина»
- Медаль ордена «За заслуги перед Отечеством» II степени (за активную работу в ветеранском движении)
- Гражданский орден Серебряная звезда «Общественное признание» (2007)
- Знак губернатора Саратовской области «За любовь к родной земле»
- Орден КПРФ «За заслуги перед Партией» (2010)